# LPGA Tour 2024
Navigation
Édition précédente Édition suivante
Le LPGA Tour 2024 est la soixante-quinzième édition du Ladies Professional Golf Association Tour (LPGA), circuit professionnel féminin de golf, qui se déroule du 17 janvier 2024 au 24 novembre 2024 principalement aux États-Unis.  Axée sur les États-Unis, la LPGA prend en compte également des tournois qui se déroulent hors des frontières américaines, ainsi cette saison voit des tournois programmés en Thaïlande, à Singapour, en Chine, en France, au Canada, en Écosse, en Angleterre, en Corée du Sud, en Malaisie et au Japon. Cette soixante-quatorzième édition de ce circuit permet de proposer un certain nombre de tournois professionnels destinés aux femmes en dehors des compétitions amateurs. La volonté de la professionnalisation des golfeuses leur permet désormais de gagner de l'argent en jouant au golf.
Il s'agit en 2024 du circuit hégémonique du golf féminin qui se déroule principalement aux États-Unis. Les autres circuits concurrentiels sont la Ladies European Tour (circuit européen), le LPGA of Japan Tour (circuit japonais), le LPGA of Korea Tour (circuit sud-coréen) et le WPGA Tour of Australasia (circuit océanique).
Cette saison comporte trente-trois tournois, soit un de plus qu'en 2023, auxquels sont insérées des dotations financières en fonction du résultat de la golfeuse. Cinq de ces tournois sont considérés comme « tournoi majeur » - le Championnat Chevron, le Championnat de la LPGA, l'Open américain, le Championnat Amundi Evian et l'Open britannique - et sont considérés comme les plus prestigieux et difficiles à remporter.

## Histoire
Pour l'organisation de cette soixante-quinzième édition, la majorité des tournois se disputent aux États-Unis. Comme la saison précédente, la LPGA décide d'organiser des tournois hors des frontières des États-Unis avec la tenue de tournois programmés en Thaïlande, à Singapour, en Chine, en France, au Canada, en Écosse, en Angleterre, en Corée du Sud, en Malaisie et au Japon. Le plateau est composé de golfeuses autant américaines que non-américaines. Le saison débute par le Tournoi des Champions d'Hilton Grand Vacations remporté par la Néo-zélandaise Lydia Ko. La saison se termine le 24 novembre lors du CME Group Tour Championship à Naples .
L'Américaine Nelly Korda remporte sept tournois et le titre de « Joueuse de l'année de la LPGA » (« Player of the Year »). La Thaïlandaise Atthaya Thitikul établit un nouveau record de gains sur une saison avec 6 059 309 $.

## Calendrier de la saison 2024
L'édition 2024 se déroule du 17 janvier 2024 au 24 novembre 2024. La tableau suivant présente tous les tournois programmés pour la saison 2024. Les chiffres entre parenthèses correspondent au nombre de victoires remportées au moment de la victoire de la golfeuse audit tournoi remporté. Les tournois majeurs sont indiqués en gras.
| Date       | Tournoi                                                  | Catégorie      | Dotation (US$) | Vainqueur individuel         | WWGR points |
| ---------- | -------------------------------------------------------- | -------------- | -------------- | ---------------------------- | ----------- |
| 21/01/2024 | Hilton Grand Vacations Tournament of Champions , Floride |                | 1 500 000 $    | Lydia Ko (20)                | 31          |
| 28/01/2024 | LPGA Drive On Championship, Floride                      |                | 1 750 000 $    | Nelly Korda (9)              | 50          |
| 25/02/2024 | Honda LPGA Thailand, Thaïlande                           |                | 1 700 000 $    | Paphangkorn Tavatanakit (1)  | 46          |
| 03/03/2024 | HSBC Women’s Champions, Singapour                        |                | 1 800 000 $    | Hannah Green (4)             | 50          |
| 10/03/2024 | Blue Bay LPGA, Chine                                     |                | 2 200 000 $    | Bailey Tardy (1)             | 26          |
| 24/03/2024 | Fir Hills Seri Pak Championship, Californie              |                | 2 000 000 $    | Nelly Korda (10)             | 56          |
| 31/03/2024 | Ford Championship, Arizona                               |                | 2 250 000 $    | Nelly Korda (11)             | 62          |
| 07/04/2024 | T-Mobile Match Play, Nevada                              |                | 2 200 000 $    | Nelly Korda (12)             | 43          |
| 21/04/2024 | Championnat Chevron, Texas                               | Tournoi majeur | 7 900 000 $    | Nelly Korda (13)             | 100         |
| 28/04/2024 | JM Eagle LA Championship, Californie                     |                | 3 750 000 $    | Hannah Green (5)             | 53          |
| 12/05/2024 | Cognizant Founders Cup, New Jersey                       |                | 3 000 000 $    | Rose Zhang (2)               | 62          |
| 19/05/2024 | Mizuho Americas Open, New Jersey                         |                | 3 000 000 $    | Nelly Korda (14)             | 62          |
| 02/06/2024 | Open américain, Pennsylvanie                             | Tournoi majeur | 12 000 000 $   | Yuka Saso (2)                | 100         |
| 09/06/2024 | ShopRite LPGA Classic, New Jersey                        |                | 1 750 000 $    | Linnea Ström                 | 26          |
| 16/06/2024 | Meijer LPGA Classic, Michigan                            |                | 3 000 000 $    | Lilia Vu (5)                 | 43          |
| 23/06/2024 | Championnat de la LPGA, Washington                       | Tournoi majeur | 10 400 000 $   | Amy Yang (6)                 | 100         |
| 30/06/2024 | Dow Championship, Michigan                               |                | 3 000 000 $    | Atthaya Thitikul Yin Ruoning |             |
| 14/07/2024 | Championnat Amundi Evian, France                         | Tournoi majeur | 8 000 000 $    | Ayaka Furue (2)              | 100         |
| 21/07/2024 | Dana Open, Ohio                                          |                | 1 750 000 $    | Chanettee Wannasaen (2)      | 19,5        |
| 28/07/2024 | Omnium du Canada, Canada                                 |                | 2 600 000 $    | Lauren Coughlin              | 37          |
| 04/08/2024 | Portland Classic, Oregon                                 |                | 1 750 000 $    | Moriya Jutanugarn (3)        | 19          |
| 18/08/2024 | Open écossais, Écosse                                    |                | 2 000 000 $    | Lauren Coughlin (2)          | 53          |
| 25/08/2024 | Open britannique, Écosse                                 | Tournoi majeur | 9 500 000 $    | Lydia Ko (21)                | 100         |
| 01/09/2024 | FM Global Championship, Massachusetts                    |                | 3 800 000 $    | Ryu Hae-ran (2)              | 40          |
| 22/09/2024 | Kroger Queen City Championship, Ohio                     |                | 2 000 000 $    | Lydia Ko (22)                | 37          |
| 29/09/2024 | Walmart NW Arkansas Championship, Arkansas               |                | 3 000 000 $    | Thidapa Suwannapura (3)      | 34          |
| 13/10/2024 | Buick LPGA Shanghai, Chine                               |                | 2 100 000 $    | Yin Ruoning (5)              | 26          |
| 20/10/2024 | BMW Ladies Championship, Corée du Sud                    |                | 2 200 000 $    | Hannah Green (6)             | 50          |
| 27/10/2024 | Maybank Championship, Malaisie                           |                | 3 000 000 $    | Yin Ruoning (6)              | 50          |
| 03/11/2024 | Toto Japan Classic , Michigan                            |                | 2 000 000 $    | Rio Takeda                   | 31          |
| 09/11/2024 | Lotte Championship, Hawaï                                |                | 3 000 000 $    | Kim A-lim (2)                | 20,5        |
| 17/11/2024 | The Annika, Floride                                      |                | 3 250 000 $    | Nelly Korda (15)             | 62          |
| 24/11/2024 | CME Group Tour Championship, Floride                     |                | 11 000 000 $   | Atthaya Thitikul (4)         | 62          |

## Classements saison 2024

### Tableau des gains («Money list»)
| Cla. | Golfeurs         | Gains       | Victoires | Top-10 | Top-25 | Nbre de tournois joués |
| ---- | ---------------- | ----------- | --------- | ------ | ------ | ---------------------- |
| 1    | Atthaya Thitikul | 6 059 309 $ | 2         | 12     | 15     | 17                     |
| 2    | Nelly Korda      | 4 391 930 $ | 7         | 11     | 13     | 16                     |
| 3    | Lydia Ko         | 3 201 289 $ | 3         | 8      | 14     | 20                     |
| 4    | Yuka Saso        | 2 867 618 $ | 1         | 3      | 8      | 22                     |
| 5    | Ruy Haeran       | 2 814 903 $ | 1         | 13     | 17     | 26                     |
| 6    | Ayaka Furue      | 2 811 824 $ | 1         | 12     | 18     | 24                     |
| 7    | Yin Ruoning      | 2 783 307 $ | 3         | 7      | 15     | 20                     |
| 8    | Lilia Vu         | 2 088 335 $ | 1         | 4      | 9      | 18                     |
| 9    | Hannah Green     | 2 074 873 $ | 3         | 6      | 12     | 20                     |
| 10   | Lauren Coughlin  | 2 062 822 $ | 2         | 8      | 15     | 25                     |